# Rammsee (See)
Der Rammsee ist ein kleiner See in Schleswig-Holstein und liegt südlich der Stadt Kiel in der Gemeinde Molfsee.
Ein Ortsteil dieser Gemeinde wurde nach dem See benannt, auch wenn der See etwa einen Kilometer davon entfernt an den Ortsteil Molfsee-Dorf angrenzt.
Entstanden ist der See am Ende der letzten Eiszeit, der Weichsel-Eiszeit und hat damals mit dem nahegelegenen Molfsee eine Einheit gebildet. Durch einen natürlichen Verlandungsprozess wurde der Rammsee im Laufe der Zeit vom Molfsee getrennt.
Auf der Südseite des Sees befindet sich eine Badestelle.
Ein weiterer See gleichen Namens liegt etwa 32 km nordwestlich des hier behandelten Sees in der Gemeinde Brekendorf in den Hüttener Bergen.

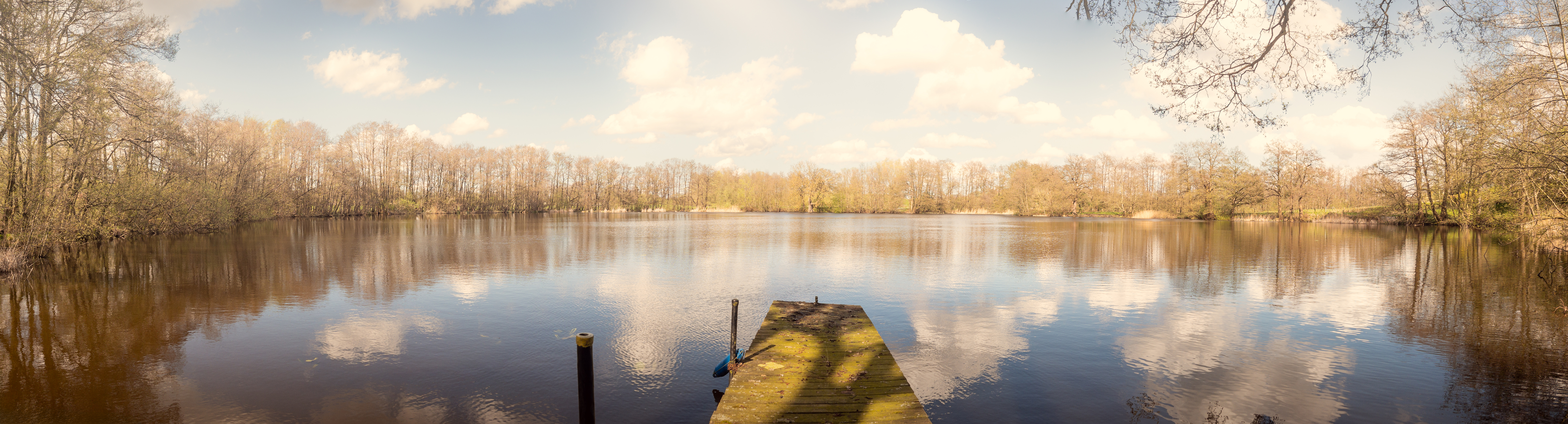
Panorama des Rammsees